# Поверхностная ионизация
Поверхностная ионизация  — метод анализа.
Метод поверхностной ионизации или термической ионизации молекул и атомов используют в масс-спектроскопии.  Ток положительно заряженных ионов  {\displaystyle I}  при поверхностной ионизации может быть определён в соответствии с формулой Саха-Ленгмюра:
```
        

  

    

      

        

          

            
I

          

          

            
i

          

        

        
=

        

          

            

              
e

              
ν

              

                
γ

                

                  
i

                

              

              
S

            

            

              
1

              
+

              

                
A

                

                  
−

                  
1

                

              

              
exp

              
⁡

              
(

              
e

              
(

              
V

              
−

              
ϕ

              
−

              
(

              
e

              
E

              

                
)

                

                  
1

                  

                    
/

                  

                  
2

                

              

              
)

              

                
/

              

              
k

              
T

              
)

            

          

        

      

    

    
{\displaystyle {I}_{i}={\frac {e\nu \gamma _{i}S}{1+A^{-1}\exp(e(V-\phi -(eE)^{1/2})/kT)}}}

  

```

где {\displaystyle e} – заряд электрона, {\displaystyle \nu } –поток частиц на поверхность (атомов, кластеров или молекул), {\displaystyle \gamma _{i}}– индивидуальный коэффициент для i-тых десорбирующихся частиц, зависящий от конкретной взаимодействующей пары адсорбируемая частица-эмиттер, отражающий эффективность их образования и десорбции, {\displaystyle \phi } – работа выхода, {\displaystyle S} – площадь эмитирующей поверхности, {\displaystyle A} – отношение полных статистических сумм для заряженной и нейтральной i-той частицы, {\displaystyle k} – постоянная Больцмана, {\displaystyle T} – температура эмиттера ,  {\displaystyle E} – напряженность электрического поля у эмиттера. Величина ионного тока и наблюдаемый масс-спектр зависят как от свойств ионизирующегося соединения, так и свойств поверхности. 
В большинстве масс-спектрометров тянущее ионы электрическое поле составляет величину не более 104 В/см и тогда слагаемым  {\displaystyle eE} можно пренебречь :
{\displaystyle {I}_{i}={\frac {e\nu \gamma _{i}S}{(1+A^{-1}\exp(e(V-\phi )/kT)/A)}}}
Для тока отрицательно заряженных частиц  можно записать
{\displaystyle {I}_{i}={\frac {e\nu \gamma _{i}S}{1+A^{-1}\exp(e(\phi -\chi )/kT))}}}
где {\displaystyle \chi }  - сродство к электрону. В зависимости от знака приложенного тянущего ионы электрического поля регистрируются либо положительно заряженные ионы, либо отрицательно заряженные ионы.
Из этой формулы следует, что можно выделить два случая поверхностной ионизации:
1. Легкой ионизации, когда величина

{\displaystyle e(\phi -V)\gg kT}
{\displaystyle e(\chi -\phi )\gg kT}
тогда ионизируется каждая падающая на поверхность частица.
2. Трудная ионизация, когда 
{\displaystyle e(V-\phi )\gg kT}
{\displaystyle e(\phi -\chi )\gg kT}
тогда единицей в знаменателе можно пренебречь и будет наблюдаться экспоненциальная зависимость тока ионов от температуры:
{\displaystyle {I}_{i}=e\nu \gamma _{i}SAe^{(e(\phi -V)/kT)}}
{\displaystyle {I}_{i}=e\nu \gamma _{i}SAe^{(e(\chi -\phi )/kT)}}
Температура при которой наблюдается поверхностная ионизация атомов и молекул обычно более 700 K. 
В качестве эмиттера ионов используются тугоплавкие элементы, например, вольфрам, молибден или их окислы. Работа выхода эмиттера составляет величину от 4.5 эВ для вольфрамовой ленты  до 5.8 эВ для иридиевой ленты. Для эмиттера из окисла вольфрама достигается максимальная величина работы выхода - 6.7 эВ. Такие значения работы выхода эмиттера создают ограничение ионизацию атомов и молекул: зарегистрировать частицы с потенциалом ионизации более 9.0 эВ затруднительно.